# Чемпіонат світу з футболу 2022 (кваліфікаційний раунд, плей-оф)
Міжконтинентальні плей-оф кваліфікації Чемпіонату світу ФІФА 2022 визначать, кому дістануться дві останні путівки до Чемпіонату світу 2022. Матчі плей-оф відбулися у червні 2022 року.

## Формат
Матчі міжконтинентальних плей-оф було визначено окремим жеребкуванням.
4 команди з різних конфедерацій (АФК, КОНКАКАФ, КОНМЕБОЛ та ОФК) було розділено на дві пари.
В кожній парі, команди зіграють проти суперника два матчі: вдома та на виїзді. Команда, яка перемагає за сумою двох матчів у своїй парі, потрапляє до Чемпіонату світу ФІФА 2022 у Катарі. Якщо після додаткового часу загальний рахунок залишається нічийним, застосовується правило виїзного голу (тобто та з команд, яка забила більше голів на виїзді, перемагає). Якщо обидва суперники забили однакову кількість голів на виїзді, вони грають 30 хвилин додаткового часу (2 тайми по 15 хвилин). По закінченню додаткового часу знову застосовується правило виїзного голу. Якщо переможця досі не виявлено (тобто жодна з команд не забила в додатковому часі), переможець визначається серією післяматчевих пенальті.
Ці плей-оф є останніми, які пройдуть у форматі двох двоматчевих зустрічей. Починаючи з кваліфікації до Чемпіонату світу 2026, де кількість учасників було збільшено до 48 команд, до плей-оф за 2 останні путівки потраплять 6 команд, місця у плей-оф отримають по одній команді з кожної конфедерації (окрім УЄФА) та додаткове місце для конфедерації, країна з якої є господарем фінального турніру (на приклад, КОНКАКАФ до Чемпіонату світу 2026).

## Учасники
| Конфедерація | Пройшли як                             | Команда       |
| ------------ | -------------------------------------- | ------------- |
| АФК          | Переможець четвертого раунду (плей-оф) | Австралія     |
| КОНКАКАФ     | 4-е місце третього раунду              | Коста-Рика    |
| КОНМЕБОЛ     | 5-е місце турніру                      | Перу          |
| ОФК          | Переможець фіналу                      | Нова Зеландія |

## Матчі
Перші матчі та матчі-відповіді заплановано на червень 2022 року. Спочатку матчі мали відбутися у березні 2022 року, але були перенесені на червень 2022 року через зміни у календарі міжнародних матчів ФІФА, спричинені пандемією COVID-19.

### АФК–КОНМЕБОЛ
| Команда 1 | Рахунок        | Команда 2 |
| --------- | -------------- | --------- |
| Австралія | 0:0 (пен. 5:4) | Перу      |

| 13 червня 2022 21:00 (UTC+3) |

| Австралія                                          | 0:0 (дч) | Перу                                                       |
| -------------------------------------------------- | -------- | ---------------------------------------------------------- |
|                                                    | Протокол |                                                            |
|                                                    | Пенальті |                                                            |
| - Бойл - Муй - Гудвін - Хрустич - Макларен - Мабіл | 5:4      | - Лападула - Кальєнс - Адвінкула - Тапія - Флорес - Валера |

| Ахмед бін Алі, Ер-Райян Арбітр: Славко Винчич (Словенія) |

0:0 після додаткового часу. Австралія перемогла по пенальті 5:4 та пройшла до Чемпіонату світу 2022.

### КОНКАКАФ–ОФК
| Команда 1  | Рахунок | Команда 2     |
| ---------- | ------- | ------------- |
| Коста-Рика | 1:0     | Нова Зеландія |

| 14 червня 2022 21:00 (UTC+3) |

| Коста-Рика    | 1:0      | Нова Зеландія |
| ------------- | -------- | ------------- |
| - Кемпбелл 3' | Протокол |               |

| Ахмед бін Алі, Ер-Райян Арбітр: Мохаммед Абдулла Хассан Мохамед (Об'єднані Арабські Емірати) |

Коста-Рика перемогла з рахунком 1:0 та пройшла до Чемпіонату світу 2022.